# Garfield (lik)
Garfield je ime glavnog lika iz istoimenog stripa.

## Detalji
Trenutačno je u osmom od devet života i ima 37 godina. Datum njegova rođendana je 19.6., a ime je dobio po Davisovom djedu koji se zvao James Garfield Davis (Davisov je djed pak dobio ime po bivšem američkom predsjedniku James Garfieldu). Dobio je nagradu "Korito za napoj" i nagradu za loše ponašanje od Jona.

## Životopis
Rođen je u kuhinji talijanskog restorana Mamma Leoni 19. lipnja 1978. odakle je vjerojatno dobio sklonost prežderavanju, ali vlasnik restorana ga je ubrzo prodao trgovini ljubimcima jer je Garfield jeo previše tjestenine. Jon je došao i tražio ljubimca (imao je zmije, pse i mačke, ali je i dalje želio imati neku životinju). Birao je između iguane i Garfielda i odabrao mačka Garfielda. Danas Garfield živi s psom Odiejem i vlasnikom Jonom u gradu Muncie u državi Indiani.

## Navike
Često komentira Jonove postupke ili pak šutira Odiea (češće sa stola nego na podu). Ima medvjedića Pucka (engl. Pooky) kojemu se povjerava i voli više od bilo koje druge osobe na svijetu. Također ima lošu naviku penjanja na drvo s kojega ne može sići. Garfield mrzi ponedjeljke, veljače (prema njegovim riječima: "ponedjeljak među mjesecima"), pauke (koje često zgnječi novinama), igranje klupkom konca, rođendane (strah od starenja), budilice (mogu pričati, uništi ih nakon što ga probude), vježbanje, dijete, kupanje i vage ali zato voli napadati poštara, izazivati pse, mučiti Odiea, jesti, igrati se osvetnika s plaštom, spavati, gledati TV, diviti se samom sebi u ogledalu, buditi Jona i krasti tuđu hranu. Prije je volio visiti na mreži za komarce na vratima, ali to više ne radi (nakon što je Jon otvorio vrata). Ima problema s napadajima drijemanja.

## Filozofija
Garfieldova je životna filozofija da je cijeli svijet jedna posuda za kolačiće, a ljudi mrvice (a on je, naime, komadić čokolade). Razvio je poseban način razmišljanja koji se razlikuje od ostalih što je česti razlog neslaganja između njega i ostalih likova. Garfieldove najdraže aktivnosti su jedenje, ljenčarenje i spavanje. Njegova definicija uspjeha je pojesti 20 lazanja, a da se ne ispovraća. Ima "lovački instinkt" kojega često veoma poetski opisuje dok se približava plijenu (hamburgerima, na primjer). Poštuje i voli hranu. Garfield svoje aktivnosti (spavanje i jedenje) vidi kao najvažnije stvari u životu, smatrajući ih vrstom umjetnosti poput npr. poezije ili baleta. Sebe također vidi kao majstora na tim poljima koji je godinama vježbao. Može odspavati dvadeset sati.
Iako Garfield terorizira cijelo susjedstvo i ukućane, ponekad se prema njima ponaša kao mentor npr. kada uči Jona ljenčarenju, Nermala penjanju na drvo, a ponajviše kada Odiea uči jedenju, ljenčarenju, napadanju poštara i buđenju Jona, dok mu je jednom čak objašnjavao što je život.
Garfield očito ima dara za glazbu i poeziju. Jednom je čak pokušao napisati knjigu (nije uspio). Također voli promatrati živa bića i stvari oko sebe (leptire, oblake, moljce...) i razmišljati što oni rade i kako žive ili pak osmisliti neki poetski citat za neugodnu ili ugodnu situaciju u kojoj se nalazi (višenje na drvetu, mreži na vratima, zapinjanje u roletnu pa čak i običnu dosadu). Voli pjevati i plesati na ogradi što smatra svojim poslom iako ne dobiva nikakvu plaću. Premda ga publika mrzi i gađa ga svime što ima u rukama, Garfield ne kani odustati od svog zanimanja. Njegova najdraža glazba je zvuk otvarača konzervi (jednom je dirigirao stavljenje hrane u njegovu posudu). Nekoliko je puta svirao klavir i gitaru. Par puta je viđen kako slika (otisci šapa ili crtež), a od kauča je napravio kip mačke pomoću pandži. 
Ima neku vrstu ponosa koja mu ne dopušta moljenje Jona za hranu ili izvršavanje njegovih naredbi (misli da psi nemaju dostojanstva). Par puta je imao trofeje (pauk, kljun ptičice, poštarove hlače itd.). Često se obraća čitateljima, ponajviše pred Božić (i rođendan) kada im svima zahvali što ga čitaju i čestita blagdane.

## Hrana

### Hrana koju voli
Garfield ima sposobnost čuti hranu i otvarač konzervi, pa čak i prepoznati okus sladoleda s velike udaljenosti. Garfieldova najdraža hrana su definitivno lazanje, ali na njegovom se jelovniku pronađu i:
- Paprati: Jonove biljke koje on uporno donosi kući iako svaku dočeka ista sudbina. Paprati ponekad pričaju (jedna je čak poticala Garfielda da ju pojede). Garfield voli koristiti jedan od preostalih listova paprati kao čačkalicu.
- Cvijeće: u gredici ili u vrtu. Za razliku od paprati, cvijeće nastoji spasiti svoj život. Zato pokušava pobjeći ili otjerati Garfielda. Naravno, ne uspijeva im i bivaju pojedene. Garfield često uništava cvijeće iz zabave.
- Ribice: najčešće zlatne, ove životinje su također žrtve Garfieldove proždrljivosti. Ponekad prijete Garfieldu ili ga mole za milost (jedna je Garfieldu rekla da poznaje jednog jastoga). Uvijek su u okruglom, premalom akvariju ali unatoč tome što ih većina bude pojedena, Garfield ponekad naiđe na opasne ribice.
- Brza hrana: pizza, hamburgeri, Hot-dogovi... Ovakva prehrana je razlog Garfieldove debljine. Zbog pizze često napada dostavljača. Ne zna se voli li Garfield inćune ili ne, s obzirom na to da mu je u nekim stripovima zlo od njih, dok ih u drugima bez problema jede. Garfieldova želja za brzom hranom je rezultat rođenja u talijanskom restoranu.
- Mačja hrana: često podsjeća na blato (kakve je i boje). Garfield voli određenu mačju hranu i često ju jede bez imalo pristojnosti. Također može disati i spavati u hrani.
- Pseća hrana: Garfield mora jesti pseću hranu samo ako im ponestane mačje. Probao je pseće biskvite i voli krasti Odievu hranu.
- Purica: Garfieldov lovački plijen. Najčešće ju ukrade Jonu
- Kava: Garfield je mrzovoljan ujutro i zato mu treba kava. Zna i roniti u njoj (nije poznato kako, s obzirom na to da mu je obujam tijela veći od šalice). Nije rijetkost da popije svu kavu koju pronađe. Ako ju ne dobije, spreman je uništiti kuću.
- Ptice: kućni kanarinci ili vrapci. Kao i većina životinja i ptice imaju sposobnost govora. Vrapci koji se kupaju na ptičjem kupalištu obično pobjegnu dok kanarinci završe isto kao i ribice.
- Krafne: druga Garfieldova najdraža hrana. Često ih jede uz kavu. Uvijek su mu uskraćene za vrijeme dijete te se stoga često pojavljuju kao dijetne halucinacije. Garfieldova ljubav prema krafnama je toliko velika da ih je jednom čak i štovao kao bogove.
- Kineska hrana: Garfield ju je par puta probao u stripu i svidjela mu se.
- Voće: Garfield očito voli voće, a znao je pojesti i plastično voće i magnete za hladnjak u obliku voća.

### Hrana koju ne voli
Unatoč bogatom jelovniku, Garfield odbija jesti:
- Miševe: Garfield ne obavlja svoju mačju dužnost te stoga miševi i on imaju mirovni sporazum (Jonu se to, dakako, ne sviđa). Često igra golf, poker ili lovice s miševima. Garfield ima prijatelja Cijukala (engl. Squeak). Ne jede miševe zato što ne voli njihov okus i jer mu se gadi ubijati ih.
- Zdravu hranu: Garfield mrzi zdravu hranu vjerojatno jer ga podsjeća na dijetu.
- Mačju hranu: Često ju odbija jesti pa ju stoga baca na Jona. Najgora mu je suha hrana.
- Grožđice: Najmrža hrana. Kolačići i zobene pahuljice često sadrže grožđice pa ih Garfield izbacuje iz hrane i stavlja na određena mjesta u kući. Grožđice se nagomilaju pa Jon ima velikih problema pospremajući kuću.
- Mrkvu, špinat i celer: dijetna hrana. Od nje Garfield ima noćne more. Kad je nezadovoljan često baci dijetnu hranu u Jona.
- Jetricu: Jon često pokušava natjerati Garfielda da pojede jetricu. To mu ponekad uspije, a ponekad ne.

## Osvetnik s plaštom
Kada mu je dosadno, Garfield će se najčešće igrati Osvetnika s plaštom. Jedina razlika između Osvetnika s plaštom i Garfielda je dekica koju Garfield nosi, a koja glumi plašt. U početku je morao držati dekicu rukama, ali je kasnije počeo vezati dva kraja oko vrata kako mu ne bi otpala. Kao novi "superheroj", Garfieldova se osobnost ne promijeni previše osim činjenice da se više kreće. Iako bi njegova igra trebala biti bezopasna, često biva pretučen od strane pasa pred kojima pokušava pokazati svoju hrabrost ili se pak ozlijedi pri napadu na nekog "zločinca". Također neuspješno pokušava napasti protivnike iz zraka (s naslonjača ili krova).
Garfield je također imao pomoćnika, Slurpa ili, točnije, Odiea. Nazvao ga je po zvuku kojeg pravi kada nešto poliže (engl. slurp). Kao kostim, Slurp je koristio svoju zdjelicu s hranom umjesto kape. Na kraju je dao ostavku jer je Garfield htio da ga obrani od psa kojeg je namjerno izazvao.
Garfield je imao još jednog alter - ega: čovjeka - amebu. Pojavio se u samo nekoliko stripova, potpuno zamotan u dekicu, s dvije rupe za oči.

## Zanimljivosti
- Garfield je zamalo ili je pojeo sljedeće predmete: cigla, čekić, čavle i ostale stvari iz željezarije, čarape (nekoliko puta), svijeće, hlače, otrovnu žabu, podmetač, krevet, šalicu, dekicu, zdjelu za hranu, daljinski upravljač, hladnjak, kamion, Pucka, Odiea, Jona, televizor itd.

- Nije točno određeno voli li Garfield inćune jer ih u nekim stripovima jede, iako ih u većini odbija jesti.